# Kadijivka
Kadijivka (ukrainsk: Кадіївка), Kadiyevka (russisk: Кадиевка) eller Kadiyivka, også kendt som Stakhanov (ukrainsk: Стаханов), er en by i Luhansk oblast (region) i det østlige Ukraine. Byen er regnet som en by af regional betydning. Byen havde i 2021 en befolkning på omkring 73.702..

## Navn
Før 1937 var byen kendt som Kadijivka. Fra 1937 til 1940 hed byen Sergo (ukrainsk: ССерго) til ære for Sergo Ordzhonikidze, og derefter fra 1940 til 1978 var byen igen kendt som Kadijivka.
Den 15. februar 1978 blev byen opkaldt efter den sovjetiske minearbejder Alexey Stakhanov, som indledte sin karriere her.
Siden 2014 har byen været besat af russisk-støttede militser som en del af den selvudråbte Folkerepublikken Lugansk (LPR). Mens Ukraine ikke kontrollerer LPR's territorium, er det internationalt anerkendt som en del af Ukraine af alle FN's medlemslande undtagen Rusland.
Den 12. maj 2016 ændrede Ukraines Verkhovna Rada (Ukraines parlament) inden for rammerne af loven om afkommunisering navnet tilbage til Kadijivka. Denne navneændring er ikke blevet anerkendt af Folkerepublikken Lugansk.